# 白眉腹链蛇
白眉腹链蛇（学名：Hebius boulengeri）为水游蛇科东亚腹链蛇属的爬行动物，俗名白眉游蛇。在中国大陆，分布于福建、江西、广东、海南、广西、贵州、云南等地，其标本采集自山谷稻田、溪边路上或阴湿的乱石树丛中。其生存的海拔范围为600至1240米。该物种的模式产地在广东东部揭西。

## 保护
本种于2023年被收录入《有重要生态、科学、社会价值的陆生野生动物名录》。